# Ủy ban Quân sự Trung ương Đảng Cộng sản Trung Quốc
Ủy ban Quân sự Trung ương Đảng Cộng sản Trung Quốc (giản thể: 中国共产党中央军事委员会; phồn thể: 中國共產黨中央軍事委員會) gọi tắt là Quân ủy Trung ương Trung Quốc hoặc CMC (tiếng Anh: China Military Commitee) là cơ quan quân sự cấp cao nhất của Đảng lãnh đạo và quản lý Quân đội Giải phóng Nhân dân Trung quốc. Chức năng chính là lãnh đạo trực tiếp lực lượng vũ trang quốc gia. Ủy ban Trung ương Đảng quyết định các chức danh Chủ tịch, Phó Chủ tịch và các thành viên.
Năm 1982, Theo hiến pháp mới sửa đổi, Cộng hòa Nhân dân Trung Hoa thành lập Ủy ban Quân sự Trung ương. Mặc dù hiến pháp không đề cập đến mối quan hệ giữa Ủy ban Quân sự Trung ương Đảng và Ủy ban Quân sự Trung ương Trung Quốc, nhưng trong thực tế qua các giai đoạn các phó Chủ tịch đều nắm cả hai Ủy ban. Và Chủ tịch mặc định là Tổng Bí thư.

## Danh sách Ủy ban Quân sự Trung ương Trung Quốc các khóa

### Khóa 19
(2017-nay)
Chủ tịchTổng Bí thư, Chủ tịch nước Tập Cận Bình, phụ trách toàn bộ hoạt động của Quân ủy trung ương.
Phó Chủ tịch
- Thượng tướng Không quân Hứa Kỳ Lượng, dự kiến sẽ phụ trách hoạt động quân sự tác chiến.
- Thượng tướng Trương Hựu Hiệp, dự kiến sẽ phụ trách công tác chính trị tư tưởng.

Ủy viên Quân ủy Trung ương
- Thượng tướng Ngụy Phượng Hòa, nguyên Tư lệnh Quân chủng Tên lửa, Bộ trưởng Bộ Quốc phòng Trung Quốc.
- Thượng tướng Lý Tác Thành, Tham mưu trưởng Bộ tham mưu tác chiến liên hợp Quân ủy trung ương.
- Đô đốc Hải quân Miêu Hoa, Chủ nhiệm Bộ Công tác Chính trị Quân ủy trung ương.
- Thượng tướng Trương Thăng Dân, Bí thư Ủy ban kiểm tra kỷ luật Quân ủy trung ương.

Nhận định
Ban lãnh đạo Quân ủy trung ương khóa 19 chỉ còn lại 7 thành viên, giảm 4 thành viên so với Quân ủy trung ương khóa 18. Trong đó biến động nhất là số lượng Ủy viên Quân ủy trung ương.
Số lượng Ủy viên Quân ủy trung ương khóa 18 gồm 8 thành viên. Tuy nhiên, tại Đại hội 19 số lượng này đã giảm xuống còn 4 thành viên.

### Khóa 18
(2012-2017)
- Chủ tịch: 
  - Tập Cận Bình
- Phó Chủ tịch:
  - Phạm Trường Long
  - Hứa Kỳ Lượng
- Thành viên:
  - Thường Vạn Toàn
  - Phòng Phong Huy
  - Trương Dương
  - Triệu Khắc Thạch
  - Trương Hựu Hiệp
  - Ngô Thắng Lợi
  - Mã Hiểu Thiên
  - Ngụy Phượng Hòa

### Khóa 17
(2007-2012)
- Chủ tịch: 
  - Hồ Cẩm Đào
- Phó Chủ tịch:
  - Tập Cận Bình
  - Quách Bá Hùng
  - Từ Tài Hậu
- Phó Chủ tịch bổ sung:
  - Phạm Trường Long
  - Hứa Kỳ Lượng
- Thành viên:
  - Lương Quang Liệt
  - Trần Bỉnh Đức
  - Lý Kế Nại
  - Liệu Tích Long
  - Thường Vạn Toàn
  - Tĩnh Chí Viễn
  - Ngô Thắng Lợi
  - Hứa Kỳ Lượng

### Khóa 16
(2002-2007)
- Chủ tịch: 
  - Giang Trạch Dân
- Chủ tịch sau bầu cử:
  - Hồ Cẩm Đào
- Phó Chủ tịch:
  - Hồ Cẩm Đào
  - Quách Bá Hùng
  - Tào Cương Xuyên
- Phó Chủ tịch bổ sung:
  - Từ Tài Hậu
- Thành viên:
  - Từ Tài Hậu
  - Lương Quang Liệt
  - Lý Kế Nại
  - Liệu Tích Long
- Bầu bổ sung thành viên:
  - Trần Bỉnh Đức
  - Trương Định Phát
  - Kiều Thanh Thần
  - Tĩnh Chí Viễn

### Khóa 15
(1997-2002)
- Chủ tịch: 
  - Giang Trạch Dân
- Phó Chủ tịch: 
  - Trương Vạn Niên
  - Trì Hạo Điền
- Bổ sung Phó Chủ tịch:
  - Hồ Cẩm Đào
- Thành viên:
  - Phó Toàn Hữu
  - Vu Vĩnh Ba
  - Vương Khắc
  - Vương Thụy Lâm
  - Bổ sung thành viên:
  - Quách Bá Hùng
  - Tào Cương Xuyên
  - Từ Tài Hậu

### Khóa 14
(1992-1997)
- Chủ tịch: 
  - Giang Trạch Dân
- Phó Chủ tịch:
  - Lưu Hoa Thanh
  - Trương Chấn
- Phó Chủ tịch sau khi bầu cử:
  - Trì Hạo Điền (Bộ trưởng Quốc phòng, Ủy viên quốc vụ 1993-2003)
  - Trương Vạn Niên (Tổng tham mưu trưởng PLA 1992-1995)
- Thành viên:
  - Trì Hạo Điền
  - Trương Vạn Niên
  - Phó Toàn Hữu (Chủ nhiệm Hậu cần 1992-1995 & Tổng tham mưu trưởng 1995-2002)
  - Vu Vĩnh Ba (Chủ nhiệm Tổng cục Chính trị PLA 1992-2002)
- Bổ sung thành viên:
  - Vương Khắc (Wang Ke - 王克 1931 - Tư lệnh Quân khu Thẩm Dương 1992-1995 & Chủ nhiệm Hậu Cần PLA 1995-2002)
  - Vương Thụy Lâm (Phó chủ nhiệm TC Chính trị 1992-2002)

(Li Xilin/Lý Tây Lâm - tư lệnh Đại quân khu Quảng Châu 1992-1996 và Zhang Lianzhong/Trương Liên Trung - tư lệnh Hải quân PLA 1988-1996 thời điểm này chưa tham gia QUTWTQ, trong khi Tạ Phi - bí thư tỉnh ủy Quảng Đông đã tham gia BCTTWĐCSTQ)

### Khóa 13
(1987-1992)
- Chủ tịch: 
  - Đặng Tiểu Bình
- Chủ tịch sau khi bầu cử:
  - Giang Trạch Dân
- Phó Chủ tịch:
  - Triệu Tử Dương (cắt chức năm 1989)
  - Dương Thượng Côn
- Phó Chủ tịch nhậm chức:
  - Lưu Hoa Thanh
- Thành viên:
  - Hồng Học Trí
  - Lưu Hoa Thanh
  - Tần Cơ Vĩ
  - Trí Hạo Điền
  - Dương Bạch Băng
  - Triệu Nam Khởi
- Bí thư:
  - Dương Thượng Côn (kiêm nhiệm)
- Bí thư sau nhậm chức:
  - Dương Bạch Băng
  - Phó Bí thư
  - Hồng Học Trí
  - Lưu Hoa Thanh (kiêm nhiệm)

### Khóa 12
(1982-1987)
- Chủ tịch: 
  - Đặng Tiểu Bình
- Phó Chủ tịch:
  - Diệp Kiếm Anh
  - Từ Hướng Tiền
  - Nhiếp Vinh Trăn
  - Dương Thượng Côn
- Thành viên:
  - Dương Ái Bình
  - Dư Thu Lý
  - Dương Đắc Chí
  - Hồng Học Trí
- Bí thư:
  - Dương Thượng Côn (kiêm nhiệm)

### Khóa 11
(1977-1982)
- Chủ tịch: 
  - Hoa Quốc Phong
- Chủ tịch sau khi bầu cử: 
  - Đặng Tiểu Bình
- Phó Chủ tịch:
  - Lưu Bá Thừa
  - Diệp Kiếm Anh
  - Từ Hướng Tiền
  - Nhiếp Vinh Trăn
  - Đặng Tiểu Bình
- Ủy ban thường vụ:
  - Lý Tiên Niệm
  - Túc Dụ
  - La Thụy Khanh
  - Uông Đông Hưng
  - Trần Tích Liên
  - Vi Quốc Thanh
  - Tô Chấn Hoa
  - Trương Đình Phát
- Ủy viên thường vụ bổ nhiệm:
  - Vương Chấn
- Bí thư:
  - La Chí Tường
- Bí thư thay thế:
  - Cảnh Tiêu

### Khóa 10
(1973-1977)
- Chủ tịch: 
  - Mao Trạch Đông
- Chủ tịch sau bầu cử:
  - Hoa Quốc Phong
- Phó Chủ tịch:
  - Diệp Kiếm Anh (chủ trì công tác)
  - Lưu Bá Thừa
  - Trần Nghị (đến năm 1972)
  - Từ Hướng Tiền
  - Nhiếp Vinh Trăn
- Phó Chủ tịch nhậm sau:
  - Đặng Tiểu Bình
- Bí thư:
  - Diệp Kiếm Anh

### Khóa 9
(1969-1973)
- Chủ tịch: 
  - Mao Trạch Đông
- Phó Chủ tịch:
  - Lâm Bưu (đến năm 1971)
  - Diệp Kiếm Anh
  - Lưu Bá Thừa
  - Trần Nghị
  - Từ Hướng Tiền
  - Nhiếp Vinh Trăn
- Bí thư: 
  - Diệp Kiếm Anh

### Khóa 8
(1959-1969)
- Chủ tịch: 
  - Mao Trạch Đông
- Phó Chủ tịch:
  - Lâm Bưu (chủ trì công tác)
  - Hạ Long
  - Nhiếp Vinh Trăn
- Phó Chủ tịch sau bổ nhiệm:
  - Diệp Kiếm Anh
  - Lưu Bá Thừa
  - Trần Nghị
  - Từ Hướng Tiền
- Ủy ban thường vụ:
  - Mao Trạch Đông
  - Lâm Bưu
  - Hạ Long
  - Nhiếp Vinh Trăn
  - Chu Đức
  - Lưu Bá Thừa
  - Trần Nghị
  - Đặng Tiểu Bình
  - La Vinh Hoàn
  - Từ Hướng Tiền
  - Diệp Kiếm Anh
  - La Thụy Khanh
  - Đàm Chính
- Bí thư:
  - La Thụy Khanh
- Bí thư bổ nhiệm sau:
  - Diệp Kiếm Anh

(1954-1959)
- Chủ tịch: 
  - Mao Trạch Đông
- Phó Chủ tịch:
  - Bành Đức Hoài (chủ trì công tác)
  - Chu Đức
  - Lưu Bá Thừa
  - Trần Nghị
  - Đặng Tiểu Bình
  - La Vinh Hoàn
  - Từ Hướng Tiền
  - Diệp Kiếm Anh
  - Nhiếp Vinh Trăn
  - Lâm Bưu
  - Hạ Long
- Bí thư:
  - Hoàng Khắc Thành

### Khóa 7
(tháng 8 năm 1945-tháng 9 năm 1949)
- Chủ tịch: 
  - Mao Trạch Đông
- Phó Chủ tịch:
  - Chu Ân Lai
  - Lưu Thiếu Kỳ
  - Chu Đức
  - Bành Đức Hoài
- Thành viên:
  - Mao Trạch Đông
  - Chu Ân Lai
  - Lưu Thiếu Kỳ
  - Chu Đức
  - Bành Đức Hoài
  - Từ Hướng Tiền
  - Diệp Kiếm Anh
  - Nhiếp Vinh Trăn
  - Lâm Bưu
  - Hạ Long
  - Lưu Bá Thừa
  - Trần Nghị

### Khóa 6
Ủy ban Quân sự Trung ương Cách mạng (tháng 8 năm 1937-tháng 8 năm 1945)
- Chủ tịch: 
  - Mao Trạch Đông
- Phó Chủ tịch:
  - Chu Đức
  - Chu Ân Lai
  - Vương Gia Tường (tháng 11 năm 1938-tháng 8 năm 1945)
  - Lưu Thiếu Kỳ (tháng 3 năm 1943-tháng 8 năm 1945)
- Thành viên:
  - Mao Trạch Đông
  - Chu Đức
  - Chu Ân Lai
  - Bành Đức Hoài
  - Nhậm Bật Thời (tháng 8 năm 1937-tháng 3 năm 1938)
  - Diệp Kiếm Anh
  - Trương Hạo (tháng 8 năm 1937-tháng 3 năm 1942)
  - Hạ Long
  - Lưu Bá Thừa
  - Từ Hướng Tiền
  - Lâm Bưu
  - Vương Gia Tường (tháng 11 năm 1938-tháng 8 năm 1945)
  - Lưu Thiếu Kỳ (tháng 3 năm 1943-tháng 8 năm 1945)

Ủy ban Quân sự Trung ương (tháng 1 năm 1929-tháng 2 năm 1930)
- Chủ tịch: 
  - Dương Ân (tháng 1-tháng 8 năm 1929)
  - Chu Ân Lai (tháng 8 năm 1929-tháng 2 năm 1930)
- Thành viên:
  - Dương Ân (tháng 1-tháng 8 năm 1929)
  - Chu Ân Lai
  - Bành Bái (tháng 1-tháng 8 năm 1929)
  - Nhan Xương Di (tháng 1-tháng 8 năm 1929)
  - Hạng Anh
  - Quan Hướng Ứng
  - Tằng Trung Sinh
  - Lý Thạc Huân (tháng 8 năm 1929-tháng 2 năm 1930)
  - Bành Can Thần (tháng 8 năm 1929-tháng 2 năm 1930)
  - Lý Siêu Thời (tháng 8 năm 1929-tháng 2 năm 1930)